# Алассан Плеа
Алассан Плеа (фр. Alassane Pléa; нар. 10 березня 1993, Лілль) — французький футболіст, нападник менхенгладбацької «Боруссії» та збірної Франції.

## Клубна кар'єра
Вихованець «Ліона». З 2010 року виступав за другу команду в аматорському чемпіонаті.
7 жовтня 2012 року дебютував в першій команді в матчі Ліги 1 проти «Лор'яна», вийшовши на поле на 90 хвилині замість Бафетімбі Гоміса. Наразі встиг відіграти за команду з Ліона 7 матчів в національному чемпіонаті.

## Виступи за збірні
2010 року дебютував у юнацькій збірній Франції. 2012 року у складі збірної Франції до 19 років взяв участь у юнацькому чемпіонаті Європи, на якому зіграв в усіх чотирьох матчах збірної, допомігши їй стати півфіналістом турніру. Всього за три роки зіграв 19 ігор на юнацькому рівні, відзначившись 3 забитими голами.
З 2012 року залучався до складу молодіжної збірної Франції. Наразі на молодіжному рівні зіграв у 7 офіційних матчах, забив 3 голи.

## Титули і досягнення
- Володар Суперкубка Нідерландів (1):

«ПСВ»: 2025